# The Dresden Dolls

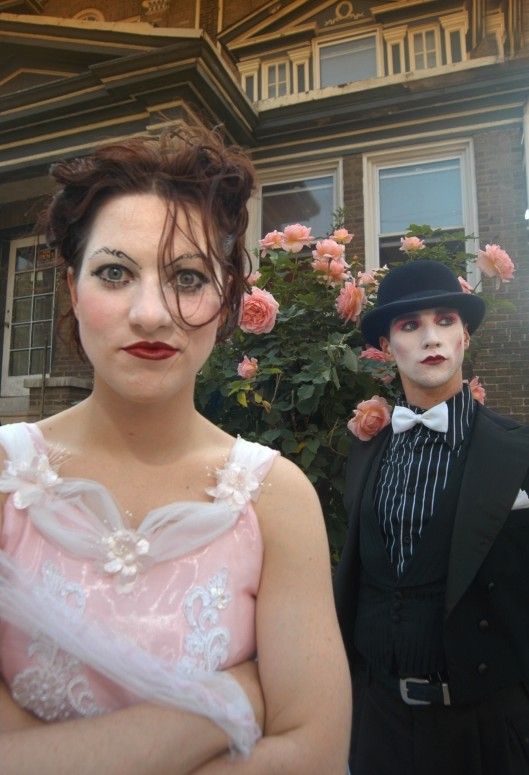
The Dresden Dolls

The Dresden Dolls is een brechtiaans alternatieve rock-cabaret dat in 2000 in Boston werd opgericht. De band bestaat uit zangeres/pianiste Amanda Palmer en drummer Brian Viglione. 
In 2005 zouden de Dresden Dolls zowel op het Nederlandse Lowlandsfestival als op het Belgische Pukkelpop spelen, maar de Europese tournee werd afgeblazen. In 2006 opende de band op het hoofdpodium van Pinkpop.
De band bracht tot nu toe vier albums uit: de veredelde demo A is for accident (2003), The Dresden Dolls (2004), "Yes, Virginia" (2006) en No, Virginia (2008).
Bij hun optreden op Lowlands 2008 lieten Amanda en Brian weten dat dit voorlopig hun laatste optreden als The Dresden Dolls was. Amanda gaat solo verder en Brian gaat zich meer richten op zijn punkband.
De naam van de band is ontleend aan het nummer Dresden Dolls van The Fall en verwijst naar de porseleinen poppen waar de aardewerkindustrie van Dresden om bekendstaat.